# Fenotrina
La fenotrina, también llamada sumitrina y d-fenotrina, es un piretroide sintético que mata las pulgas y garrapatas adultas. También se ha utilizado para matar los piojos de la cabeza en humanos. La d-fenotrina se utiliza como componente de insecticidas en aerosol para uso doméstico. A menudo se usa con metopreno, un regulador del crecimiento de insectos que interrumpe el ciclo de vida biológico del insecto al matar los huevos.

## Efectos
La fenotrina se usa principalmente para matar pulgas y garrapatas. También se usa para matar los piojos de la cabeza en humanos, pero los estudios realizados en París y el Reino Unido han demostrado una resistencia generalizada a la fenotrina.
Es extremadamente tóxico para las abejas. Un estudio de la Agencia de Protección Ambiental (EPA, por sus siglas en inglés) de EE. UU. encontró que 0,07 microgramos eran suficientes para matar a las abejas melíferas.[3] También es extremadamente tóxico para la vida acuática con un estudio que muestra concentraciones de 0.03 ppb que matan a los camarones mísidos. Ha aumentado el riesgo de cáncer de hígado en ratas y ratones en exposición a largo plazo. Es capaz de matar mosquitos, aunque sigue siendo venenoso para gatos y perros, con convulsiones y muertes reportadas debido al envenenamiento. Faltan datos específicos sobre concentraciones o exposición.
Se ha descubierto que la fenotrina posee propiedades antiandrógenas y fue responsable de una pequeña epidemia de ginecomastia a través de una exposición ambiental aislada.
La EPA no ha evaluado su efecto sobre el cáncer en humanos. Sin embargo, un estudio realizado por la Escuela de Medicina Mount Sinai vinculó a la sumitrina con el cáncer de mama; el vínculo establecido por su efecto en el aumento de la expresión de un gen responsable de la proliferación del tejido mamario.

## Acción de la EPA
En 2005, la EPA de EE. UU. canceló el permiso para usar fenotrina en varios productos contra pulgas y garrapatas, a pedido del fabricante, Hartz Mountain Industries. Los productos se relacionaron con una variedad de reacciones adversas, que incluyen pérdida de cabello, salivación, temblores y numerosas muertes en gatos y gatitos. A corto plazo, el acuerdo preveía nuevas etiquetas de advertencia en los productos.
A partir del 31 de marzo de 2006, la venta y distribución de productos para gatos contra pulgas y garrapatas que contienen fenotrina de Hartz se canceló. Sin embargo, la orden de cancelación de productos de la EPA no se aplicó a los productos contra pulgas y garrapatas de Hartz para perros, y Hartz continúa produciendo muchos de sus productos contra pulgas y garrapatas para perros.